# Inégalités femmes-hommes face à la pandémie de Covid-19
Les inégalités femmes-hommes face à la pandémie de Covid-19 sont les différences de conséquences de la pandémie de Covid-19 sur les femmes et les hommes. L'impact de la maladie et les taux de mortalité observés lors de la pandémie sont différents selon le sexe et le genre. Des études menées dans différents pays montrent que la mortalité est plus élevée chez les hommes que chez les femmes. Cependant un pourcentage plus élevé des personnes travaillant dans le domaine de la santé, en particulier parmi le personnel infirmier, sont des femmes, et ces dernières courent donc un risque plus élevé d'être exposées au virus. Les fermetures d'écoles, les fermetures et les accès réduits aux soins de santé en raison de la pandémie peuvent affecter différemment les genres et éventuellement augmenter les disparités entre les sexes et les genres.

## Différences entre les sexes

### Mortalité
Selon des études menées en Chine, en Italie et aux États-Unis, le taux de mortalité est plus élevé chez les hommes que les femmes en cas d'infection par le virus SARS-CoV-2,,,,,. Le risque le plus élevé concerne les hommes dans la cinquantaine, l'écart entre femmes et hommes s'annulant en arrivant vers 90 ans. En Chine, le taux de mortalité était de 2,8 % pour les hommes et de 1,7 % pour les femmes. Les raisons exactes de cette différence ne sont pas connues, mais des facteurs génétiques et comportementaux pourraient être à l'origine de cette différence. Des différences immunologiques fondées sur le sexe, une prévalence moindre du tabagisme chez les femmes, et le fait que les hommes développent des conditions de comorbidité telles que l'hypertension à un plus jeune âge que les femmes, pourraient contribuer à une mortalité plus élevée chez les hommes. Le facteur du tabagisme a toutefois été invalidé comme cause de mortalité supérieure chez les hommes, aucune association significative n'ayant été relevée entre tabagisme actif et létalité.
En mars 2020, en Europe, les hommes représentaient 58 % des individus testés positifs, et 78 % des décès. Début mai, ces chiffres passaient à 47 % (individus testés positifs), et 60 % (décès) avec 71 % des admissions en soins intensifs concernant des hommes. La recherche a montré que d'autres maladies virales comme Ebola, le sida, la grippe et le SRAS affectaient différemment les femmes et les hommes.
S'il semble bien y avoir des composantes biologiques protégeant mieux les femmes — le rôle protecteur des estrogènes, dont on a constaté lors d'épisodes de SARS qu'il assurait une meilleure régulation lors du choc cytokinique a aussi été mis en avant —, les facteurs comportementaux ou liés à des problématiques plus larges de genre iraient dans un sens opposé, notamment en raison de la surreprésentation des femmes dans le personnel de santé.
Ces inégalités de mortalité entre femmes et les hommes varient selon les pays. Certains pays, comme la Belgique, le Canada et le Vietnam, affichent une mortalité féminine majoritaire, d'autres pays comme la Corée du Sud affichent une certaine parité. En outre, plus le pays est développé, plus l'écart est faible ; à titre d'exemple, au Kenya, 75% des morts sont des hommes, contre seulement 55% en Allemagne.

### Covid long, séquelles et immunité
Les femmes sont globalement plus touchées par le « covid long » que les hommes. Les femmes de moins de 50 ans sont sept fois plus touchées par l'essoufflement et deux fois plus touchées par la fatigue chronique que les hommes, sept mois après leur traitement hospitalier.
Il existe aussi des différences d'immunité entre les femmes et les hommes : les hommes produisent plus d'anticorps immédiatement après l'infection, les protégeant mieux d'une réinfection ; cependant, le taux d'anticorps baisse plus vite chez les hommes que chez les femmes, en conséquence, les femmes sont immunisées plus longtemps.
Selon une étude de Fair Health du 15 juin 2021 qui s'appuie sur  les données de 1,9 million de personnes diagnostiquées positives au Covid-19 entre février et décembre 2020, les femmes sont plus touchées par le Covid long même si elle présentent moins de symptomes durant la phase de l'infection.

## Risques sanitaires

### Malnutrition
Pendant les urgences de santé publique, dans le monde, les femmes courent un risque accru de malnutrition.

### Les femmes en tant que pourvoyeuses de soins
L'examen des épidémies passées montre que les femmes sont plus susceptibles de soigner les personnes malades dans leur famille, ce qui les rend plus vulnérables aux infections,,. La majorité du personnel de soin, en particulier du personnel infirmier, sont des femmes. Elles sont en première ligne pour lutter contre la maladie, ce qui les rend plus vulnérables à l'exposition. Dans la province chinoise du Hubei (épicentre de l'épidémie) 90 % du personnel de soin sont des femmes tandis que ce chiffre s'élève à 78 % aux États-Unis.

### Santé reproductive
Lors d'une épidémie, les ressources de santé sont détournées pour lutter contre la maladie, ce qui se traduit notamment par une baisse de la priorité de la santé reproductive des femmes. Les changements physiologiques de la grossesse exposent les femmes à un risque accru à certaines infections, bien que les données manquent en ce qui concerne la Covid-19 pendant la grossesse. Les femmes ont un risque plus élevé de développer une maladie grave lorsqu'elles sont atteintes du virus de la grippe. Il est donc important de protéger les femmes enceintes contre l'infection par le SARS-CoV-2. Les infirmières auraient un accès diminué aux tampons et serviettes hygiéniques en faisant des heures supplémentaires sans équipement de protection individuelle adéquat pendant la pandémie de coronavirus 2019-2020 en Chine continentale.
En Italie la crise sanitaire provoque une fragilisation de l'accès à certains services médicaux dont le droit à l'IVG.

### Essais cliniques
Les femmes sont sous-représentées dans les essais cliniques pour les vaccins et les médicaments, de sorte que les différences entre les sexes dans la réponse à la maladie pourraient être ignorées dans les études scientifiques.

### Vaccination
Les femmes sont victimes de quatre fois plus d'effets secondaires que les hommes en cas de vaccination contre la Covid-19, et représentent la majorité des cas de thrombose liée au vaccin AstraZeneca.
Les vaccins contre la Covid-19 semblent moins efficaces chez les femmes que chez les hommes.

## Disparité entre les genres et leadership dans les gouvernements gérant la crise
Il existe une disparité de représentation entre les genres dans les postes de management liés aux mesures prises pour lutter contre la pandémie de Covid-19. Le groupe de travail de douze personnes sur le coronavirus de la Maison-Blanche est entièrement composé d'hommes tandis 72 % des chefs de secrétariat aux soins de santé dans le monde sont des hommes,. Selon ThinkGlobalHealth, « les questions d'égalité ne sont véritablement intégrées dans les réponses d'urgence que lorsque les femmes et les groupes marginalisés sont en mesure de participer à la prise de décision ».
En Belgique, c'est la première ministre Sophie Wilmes qui est amenée à gérer la crise sanitaire d'octobre 2019 à septembre 2020, ce qui semble conforter la théorie de la falaise de verre.

## Gestes barrières

### Port du masque
Les femmes expriment deux fois plus l'intention de porter un masque que les hommes en sortant de leur domicilemais, paradoxalement, les femmes constituent 63% des membres de groupes anti-masque selon un sondage.

### Vaccination
En novembre 2020, 50% des femmes et 35% des hommes indiquent refuser de se faire vacciner contre la Covid-19 quand le vaccin sera disponible.

## Impacts socio-économiques

### Emploi
Les femmes constituent une part plus importante du travail informel et à temps partiel dans le monde. Pendant les périodes d'incertitude, comme lors d'une pandémie, les femmes courent un plus grand risque d'être au chômage et de ne pas pouvoir retourner au travail après la fin de la pandémie,. Alors qu'habituellement, en période crise économique, les hommes sont plus touchés en termes de perte d'emploi, la pandémie a montré des effets différents. Aux États-Unis, en mars 2020, 1,4 million de personnes se sont retrouvées au chômage. L'accroissement du taux de chômage a été de 0.9 % pour les femmes contre 0,7 % pour les hommes. Les raisons invoquées sont une plus grande d'hommes employés dans les emplois dits critiques (santé, transport, sécurité, agriculture, pêche, activités de maintenance et de réparation) et une plus faible proportion de femmes éligibles au télétravail.
Parmi les professions à risques dans des secteurs fortement féminisés qui sont les plus touchés par la pandémie on trouve les infirmières, mais aussi les caissières,,,, et le personnel d'aide à domicile et le secteur de la petite enfance.

### Partage des tâches
Alors que de nombreux couples ont été mis en télétravail, et que d'autres ont perdu leur emploi, se retrouvant avec plus de temps libre, il aurait été possible de s'attendre à une répartition plus égalitaire des tâches ménagères et des soins liés aux enfants. La pandémie a au contraire mis en évidence dans une étude multinationale ces inégalités dans la répartition des temps dédiés au travail domestique, aux loisirs, et pour ceux concernés, au télétravail (salariés et étudiants), les femmes assumant une plus grande part des tâches ménagères et de la prise en charge des enfants, au détriment de leurs temps de loisirs et dans certains cas de leur productivité au travail.
Les syndicats aux États-Unis, notamment ceux représentants les hôtesses de l'air, les infirmières et les femmes dans le secteur tertiaire, ont pointé sur les conséquences économiques de l'absence de congés maladies.

## Violences de genre
Le confinement a des conséquences sur la violence domestique,, en exacerbant les tensions au sein des ménages. Les femmes et les filles sont susceptibles de connaître un risque plus élevé de violence entre partenaires intimes ainsi que d'autres formes de violence domestique,.
Le 6 avril 2020, le secrétaire général de l'ONU António Guterres lance un appel à protéger les femmes confinées chez elles de la montée des violences,.
Au Kosovo, la violence sexiste a augmenté de 17 % pendant la pandémie. Pendant les périodes de confinement, les femmes victimes de violence domestique ont un accès limité aux services de protection,.
En Argentine, le gouvernement a pris des mesures pour éviter le meurtre de femmes confinées après que 11 femmes ont été tuées par leur conjoint au cours des deux premières semaines de confinement dans le pays. Au Liban, la ligne téléphonique d'appel à l'aide pour femmes victimes de violences conjugales note avoir reçu le double d'appels (1745) au mois de mars 2020 comparé à mars 2019 tandis qu'en Grande-Bretagne, les appels ont fait un bond de 25 % lors de la première semaine d'avril et qu'au Monténégro, le nombre d'appels par le service téléphonique SOS violence familiale a augmenté de 27 % en février et mars 2020.
En France, lors des premiers jours du confinement, le numéro d'appel "3919" dédié aux femmes victimes de violences conjugales est d'abord fermé avant de n'être rouvert le 20 mars que sur certaines plages horaires au lieu de la permanence intégrale 24/7 habituelle. Les responsables français affirment que les signalements d'abus ont bondi d'environ un tiers dans tout le pays depuis l'entrée en vigueur des restrictions le 17 mars. Marlène Schiappa a annoncé que le gouvernement paierait jusqu'à 20 000 nuits d'hôtel pour aider les femmes à échapper à un partenaire violent, et a mis en place 20 centres de soutien dans des centres commerciaux à travers le pays où les femmes peuvent chercher de l'aide.
Au Mexique, les appels ont augmenté de 60 % et les demandes de place en hébergement d'urgence de 30 %. En Belgique la vulnérabilité des femmes précaires et des réfugiées est relevée par Fatima Ben Moulay, responsable à l’association Vie Féminine Charleroi.
Les femmes sont également plus facilement susceptibles d'être victimes de meurtre conjugal lié à la peur de la maladie. Deux exemples montrent un tel effet : le meurtre le 31 mars de Lorena Quaranta à Messine (Italie), une infirmière de 27 ans tuée par son compagnon qui l'a accusée de lui avoir transmis le coronavirus ; ou celui de Cheryl Schirefer, 59 ans, à Lockport Township (Illinois), qui a eu des difficultés respiratoires quelques jours avant son meurtre par son époux les ayant crus tous deux infectés.
En Afrique du Sud, une vague de meurtres de femmes et d'enfants a secoué le pays depuis l'assouplissement progressif des restrictions de confinement le 1er juin 2020. La police affirme que la fin de l'interdiction de vente d'alcool, qui a duré neuf semaines, a contribué à une hausse de la criminalité et de la violence sexiste.
Avec l'un des taux de violence contre les femmes les plus élevés au monde, la violence sexiste n'est pas un problème nouveau en Afrique du Sud. Une femme est assassinée en Afrique du Sud toutes les trois heures.
Le président Cyril Ramaphosa, lors d'un discours présidentiel télévisé le 17 juin, a qualifié ces meurtres de seconde pandémie afin de souligner l'importance du problème.

## Inégalités de représentation dans les médias
En 2022 l'étude annuelle du Global Media Monitoring Project (en) (GMMP)  qui analyse la représentation des femmes dans les médias indique que les inégalités de représentations des femmes dans les médias se sont accrues durant la pandémie. Le 6e rapport souligne l'effacement des thèmes concernant les femmes et la disparition des expertes malgré la présence en France de 39% de femmes journalistes,.